# Timothea Triangl
 Timothea Triangl is een personage uit de Vlaamse stripreeks De Kiekeboes. Zij maakte haar debuut in album De duivelse driehoek, toen nog als man onder de naam Timotheus Triangl. Met een grote drang naar macht wilde zij de wereld overnemen, en dit met de meest groteske plannen. Zij vervult de rol van slechterik in de reeks. Het personage is gebaseerd op Ernst Stavro Blofeld uit de James Bondreeks.
Timothea Triangl drinkt graag Kamelenbloed, een alcoholische drank. Zij lijdt aan achondroplasie (dwerggroei) en dat stoort haar. Oorspronkelijk was Triangl een man met een snor en ringbaardje, maar in album 57 wou zij (een jongen toen) groter worden maar door een verwisseling van 2 dossiers wordt zij (of hij) een vrouw. Als transseksueel gaf zij ook voorkeur aan een andere naam: zij wordt vanaf dan Timothea Triangl of Dame Thea genoemd. Dit allemaal omdat zij dan hakken kan dragen en zo iets groter lijkt, alhoewel zij nog steeds een dwerg is.
De Kiekeboes weten haar plannen steeds weer te dwarsbomen, maar steeds opnieuw kan zij op een creatieve wijze ontsnappen. Zoals in het album De onweerstaanbare man, waarin zij met een telefooncel wegvliegt. Dit is tevens een verwijzing naar de James Bondfilm The Man with the Golden Gun.
In album 100 werkt Triangl voor het eerst samen met Dédé Jeuné om samen met hem voorgoed Marcel Kiekeboe uit te schakelen. In Seizoensfinale raakt bekend dat Timothea al haar middelen en manschappen is kwijtgeraakt en ondertussen aan een zware vorm van dementie lijdt. Aan het einde van het album wordt ze eindelijk opgepakt.

## Albums
Meermaals komt Triangl voor in de stripreeks:
- Als Timotheus:
  - De duivelse driehoek (nr. 2)
  - De doedelzak van Mac Reel (nr. 10)
  - Mysterie op Spell-Deprik (nr. 15)
  - Afgelast wegens ziekte (nr. 50)
- Als Timothea:
  - Zeg het met bloemen (nr. 57)
  - De onweerstaanbare man (nr. 64)
  - De Aqua-rel (nr. 82)
  - Black e-mail (nr. 90)
  - 99 Plus (nr. 100)
  - De DT-fout (nr. 108)
  - Code E (nr. 135)
  - Alibaberg (nr. 146)
  - Patiënt zero (nr.160)